# رولان دوما
رولاند دوما (23 أغسطس 1922 - 03 يوليو 2024) محامي فرنسي وسياسي اشتراكي شغل منصب وزير الخارجية في عهد الرئيس فرانسوا ميتران من عام 1984 إلى عام 1986 ومن عام 1988 إلى عام 1993. وكان أيضًا رئيسًا للمجلس الدستوري من عام 1995 إلى عام 2000. مع تورطه في قضية إيلف، اضطر إلى أخذ إجازة من رئاسة المجلس الدستوري، واستقال من المنصب في 29 فبراير 2000.
عندما قام الرئيس ميتران بتعيين لوران فابيوس رئيسًا للوزراء في يوليو 1984، انضم رولان دوما إلى مجلس الوزراء وزيرًا للشؤون الأوروبية. وبعد خمسة أشهر، حل محل وزير الخارجية كلود تشيسون. وظل في هذا المنصب حتى هزيمة الاشتراكيين في الانتخابات التشريعية في مارس 1986. ومع ذلك، فقد عاد إلى كي دورسيه بعد إعادة انتخاب ميتران في مايو 1988، حتى هزيمة الحزب الاشتراكي في الانتخابات التشريعية في مارس 1993. كان وزيراً للخارجية الفرنسية أثناء انهيار الكتلة السوفييتية، وحرب الخليج، ومفاوضات معاهدة ماستريخت.
بعد خسارة إعادة انتخابه لعضوية الجمعية الوطنية الفرنسية في عام 1993، تم ترشيحه لمنصب رئيس المجلس الدستوري في عام 1995. وتحت رئاسته، دافعت الهيئة لصالح الحصانة القضائية الكاملة للرئيس الفرنسي.
في مايو 2007، تلقى دوما حكمًا بالسجن لمدة 12 شهرًا (مع وقف التنفيذ) بسبب الأموال التي اختلسها بصفته منفذًا لوصية أرملة ألبرتو جياكوميتي، وجدت المحكمة الأوروبية لحقوق الإنسان في عام 2010 أن إدانة دوماس لانتقاده المدعي العام في كتابه غير قانونية، بأغلبية خمسة أصوات مقابل صوتين.